# Campanha nas Ilhas Marianas e Palau

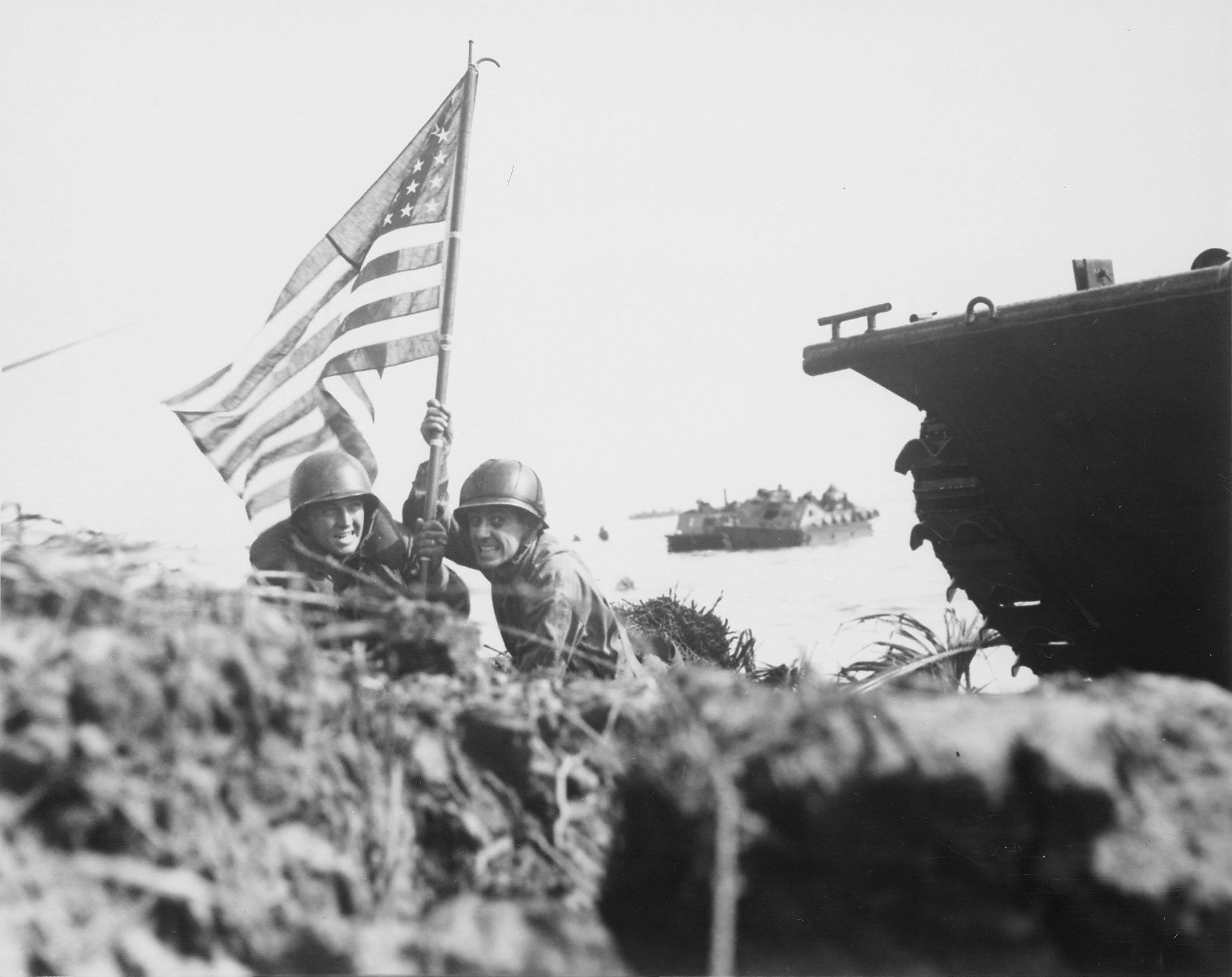
Forças americanas em Guam, em 1944.

A Campanha nas Ilhas Marianas e Palau, também conhecida como Operação Forager, foi uma ofensiva lançada por forças dos Estados Unidos contra o Império do Japão nas Ilhas Marianas e Palau no Oceano Pacífico entre junho e novembro de 1944 durante a Guerra do Pacífico. A ofensiva americana, sob o comando de Chester Nimitz, seguiu a campanha nas Ilhas Gilbert e Marshall e tinha como objetivo neutralizar as bases do Japão no pacífico central, dar apoio aos Aliados que ambicionavam reconquistar as Filipinas e proporcionar bases mais próximas ao Japão a fim de continuar a campanha de bombardeios.
Começando a ofensiva, o Corpo de Fuzileiros Navais e o Exército dos Estados Unidos, com o apoio da marinha de guerra, desembarcaram em Saipan em junho de 1944. Em resposta, a frota combinada da Marinha Imperial Japonesa atacou a Armada americana que apoiava os desembarques. Na famosa Batalha do Mar das Filipinas (também chamada de “Great Marianas Turkey Shoot”) que ocorreu entre 19 e 20 de junho, as forças naval e aérea da marinha do Japão sofreram pesadas perdas e tiveram, entre outras baixas, três porta-aviões afundados. Essas perdas irreparáveis iriam acelerar a derrota japonesa na guerra, pois agora o Japão não possuía mais escudo, que eram seus porta-aviões, contra invasões.
Logo depois desta batalha, os americanos desembarcaram em Guam e em Tinian em julho de 1944. Depois de uma intensa luta, Saipan foi tomada em julho, e Guam e Tinian em agosto de 1944. Os americanos construíram então um grande campo aéreo em Tinian de onde os B-29 eram lançados para bombardear cidades japonesas até o fim da guerra, incluindo os que conduziram as bombas atômicas que atacaram as cidades de Hiroshima e Nagasaki.
Neste meio tempo, para garantir o flanco das forças americanas que se preparavam para atacar as Filipinas em setembro de 1944, tropas dos fuzileiros navais e do Exército desembarcaram em Peleliu e em Angaur, nas ilhas Palau. Após intensos combates em Peleliu, a ilha foi finalmente ocupada pelos EUA em novembro de 1944.
Após o desembarque nas Ilhas Marianas e Palau, as forças aliadas continuaram a avançar com enorme sucesso pelo pacífico até o Japão, indo as Filipinas em outubro de 1944 e as Ilhas Vulcano e Ryukyu no começo de janeiro de 1945.

## Combates nas Ilhas Marianas

### Saipan
A campanha teve início em 15 de junho de 1944 com o desembarque de tropas norte-americanas na ilha de Saipan, uma das três grandes do conjunto das Marianas, então ocupada por tropas japonesas sob o comando do general Yoshitsugu Saito, após pesado bombardeio naval norte-americano.
Apesar da destruição de diversos carros de assalto anfíbios por parte dos japoneses, ao fim do dia as tropas americanas desembarcadas já haviam assegurado uma cabeça de praia de 6 km de extensão e 800 m de profundidade e iniciado o avanço para o aeroporto da ilha, abandonado pelos defensores três dias após o início dos combates. Sem a possibilidade de reforço militar nem de mantimentos ou munição, a batalha era desesperançosa para os japoneses. No entanto, o general Saito resolveu defender a ilha até o último homem, espalhando as suas tropas pelas crateras vulcânicas do interior da ilha e pelo terreno montanhoso ao redor do Monte Tapotchau, escondendo-se durante o dia e realizando ataques localizados durante a noite. Estes apenas seriam expulsos e vencidos após duros e prolongados combates, onde os invasores norte-americanos foram obrigados a usar lança-chamas e artilharia pesada para destruir a resistência nas cavernas da ilha.

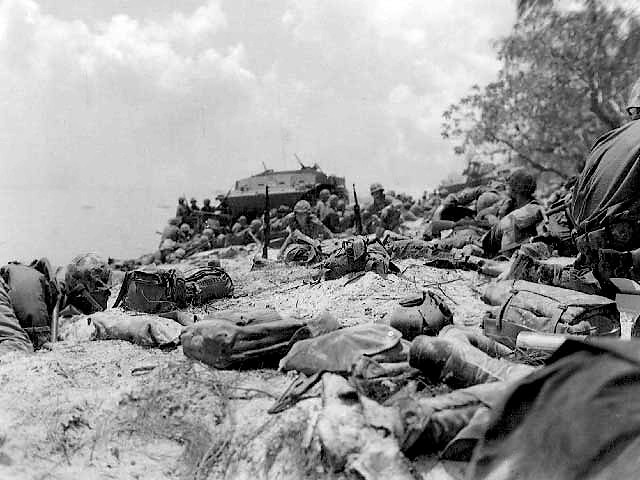
Tropas se protegem do fogo japonês nas praias em Saipan.

A 7 de julho, sem ter mais terreno para onde retroceder e se esconder, o comandante militar japonês ordenou um ataque suicida às tropas invasoras, da qual participaram civis japoneses da ilha, armados apenas de bambus afiados, que preferiam morrer a se tornarem prisioneiros dos ocupantes. Esta atitude deverá ter origem na propaganda de guerra nipônica, que descrevia os invasores como dominadores cruéis e primitivos.
Cerca de três mil homens remanescentes ainda aptos das tropas japonesas participaram do assalto final, seguidos por civis, feridos com bandagens, soldados apoiados em muletas e armados apenas de paus, avançando sobre dois batalhões de fuzileiros navais, matando ou ferindo 650 deles. Mas a desproporção de forças e armamentos se impôs e a 9 de julho a ilha de Saipan foi anunciada como tomada e considerada segura pelos comandantes americanos. O general Saito e seu estado-maior remanescente cometeram suicídio numa caverna, acompanhados de diversos outros soldados e civis por toda a ilha. Um capitão e quarenta de seu homens esconderam-se nas montanhas, rendendo-se apenas em 1 de dezembro de 1945, meses após o final da guerra.
Ao final da batalha, cerca de 22 mil civis estavam mortos, junto com quase toda a guarnição militar japonesa de saipan, cerca de 30 mil homens. Para os norte-americanos esta foi a mais custosa batalha em vidas do teatro do Pacífico, com 14 mil homens mortos, feridos ou desaparecidos de um total de 71 mil que desembarcaram.  Como resultado da derrota, o primeiro-ministro japonês Hideki Tojo renunciou ao cargo com todo seu gabinete.
Após a conquista, Saipan se tornou numa importante base da aviação norte americana para as operações posteriores nas ilhas das  Marianas e para a invasão das Filipinas em outubro de 1944, assim como base dos bombardeiros que atacaram e bombardearam o Japão metropolitano nos meses finais da guerra.

### Batalha do Mar das Filipinas

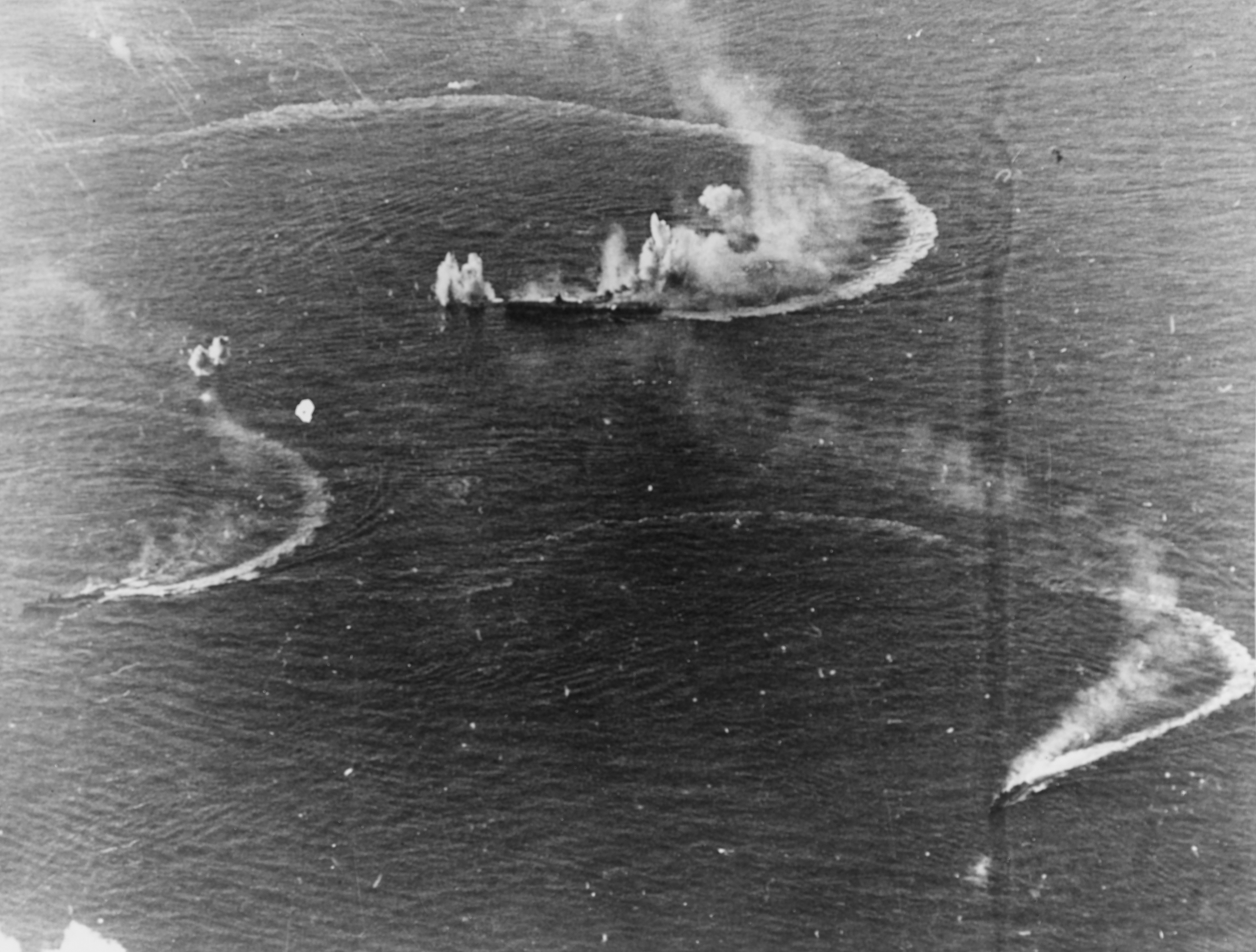
Porta aviões Zuikaku e dois contratorpedeiros japoneses sob ataque de aviões norte-americanos.

Foi a última grande batalha aeronaval da guerra. Em junho de 1944 os aliados estavam invadindo a França, e os japoneses perceberam que a guerra iria terminar logo e reforços britânicos chegariam ao Pacífico, então planejaram um ataque a Força Tarefa 58 americana (principal esquadra americana no Pacífico) que estava se preparando para atacar as Ilhas Marianas. A força Tarefa japonesa era composta por 5 porta aviões, 4 porta aviões ligeiros, 5 encouraçados, 43 navios diversos (Cruzadores leves e pesados, contratorpedeiros e navios logísticos), 475 aviões embarcados. E teriam apoio de mais 400 aviões baseados em ilhas próximas da área de combate totalizando 875 aviões. 
Os americanos tinha uma força composta; 7 porta aviões, 8 porta aviões ligeiros, 7 encouraçados, 79 navios diversos e 956 aviões embarcados.
O plano japonês era concentrar sua força de encouraçados, cruzadores e porta aviões ligeiros como uma força de engodo, para distrair a força tarefa americana e a principal composta por 5 porta aviões atacar os principais porta aviões americanos.
Na tarde de 15 de junho o plano japonês é frustrado quando um submarino americano detecta a esquadra japonesa. Assim o comandante spruance ordena que seus porta aviões se afastem para o oeste das ilhas Tinians. No mesmo dia aviões dos Porta aviões americanos atacam os aeródromos japoneses abarrotados de bombardeiros que iriam atacar a frota americana. No dia seguinte bombardeiros G4M1, D4Y tentaram atacar as forças americanas mas foram abatidos por patrulhas de F6F Hellcat, 18 bombardeiros foram abatidos, e nenhum conseguiu bombardear o alvo.
No dia 17 os japoneses atacam de novo com aeronaves baseadas nas ilhas mas dessa vez escoltados por 27 A6M5 zero. Os bombardeiros confundiram e atacam 3 Porta aviões que apoiavam o desembarque em Guam, e danificam apenas um levemente. Os pilotos nipônicos acharam que afundaram 3 grandes porta aviões americanos e relatam para a Ozawa. Achando que os americanos haviam perdido 3 navios, ordena que todos aviões voltem para seus navios e preparem se para atacar ao amanhecer.
As 6 horas da manhã 43 aeronaves japonesas ficam a espera dos hidroaviões encontrarem a frota inimiga, às 7h30 a frota é localizada, e 145 aviões são lançados para atacar a frota. As 10h30 o encouraçado USS Alabama avista a formação inimiga, imediatamente Spruance ordena que 130 F6F Hellcat interceptem. Os bombardeiros japoneses circularam a frota esperando que seu comandante escolhesse os alvos dando tempo de todos os caças descolassem de seus porta aviões. A 518 metros de altura aconteceu os combates bem próximo dos navios americanos, as amas antiaéreas foram poucos utilizadas por causa de fogo amigo. durante aproximadamente 1h45 min, no final da batalha aérea apenas 8 zeros e 12 bombardeiros retornaram para seus porta aviões. Pilotos americanos derrubaram tantas aeronaves e com tanta facilidade que chamaram essa batalha de "Grande caça ao Perus das Marianas". A força tarefa americana saiu intacta deste combate e apenas alguns pilotos foram abatidos e muitos foram por fogo amigo das AA.
Para piorar a situação japonesa, o submarino USS Albacore disparou torpedos contra o Taihō, o seu principal porta aviões, com um atingindo e causando danos leves nos elevadores e mangueiras de combustível, mas equipes de reparo de danos deixaram os vapores de combustível se espalhar pelo navio causando uma explosão que o fez afundar. Logo depois o Shōkaku foi também atingido por 4 torpedos do submarino USS Cavalla e afundou.
No dia as 15h40 a frota japonesa é avistada e Spruance ordena um ataque mesmo sabendo que algumas aeronaves não conseguiriam chegar antes de anoitecer e que ficariam sem combustível. Ao todo, 226 aviões decolaram e atacaram e danificaram os porta aviões Zuikaku e o Ryūhō, enquanto o Hiyō foi afundado.
Ao final da Batalha os Japoneses perderam seus dois principais porta aviões mas o mais grave foi a perda de inúmeros pilotos e aviões, que fariam muita falta em outras batalhas decisivas.

### Guam
Esta batalha nas Ilhas Marianas ocorreu entre julho e agosto de 1944, em seguida à tomada de Saipan pelos americanos. Guam é a maior das ilhas do arquipélago, com 48 km de comprimento e 14 km de largura. Ela havia sido uma possessão dos EUA desde que foi tomada aos espanhóis em 1898 e após o ataque a Pearl Harbor, em 11 de dezembro de 1941, quatro dias após o início do conflito no Pacífico, ela foi ocupada pelos japoneses. Em 1944 era defendida por grande guarnição japonesa.

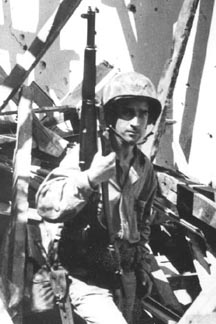
Um fuzileiro americano em Guam.

Guam era um grande alvo do ataque norte-americano por sua localização e tamanho, ideal para base de operações dos futuros ataques aliados às Filipinas, Taiwan e Japão, por ter dois grandes aeroportos em condições de receber os grandes bombardeiros B-29, as super fortalezas voadoras, e um porto de águas profundas.
Inicialmente prevista para junho, a invasão teve que ser adiada por um mês graças à forte resistência japonesa na ilha vizinha de Saipan e à batalha naval no Mar de Filipinas, na região marítima ao largo do arquipélago.
Em 21 de julho os desembarques começaram na parte oeste da ilha, na península de Orote, com brigadas de marines tomando os dois lados da península; apesar do afundamento de vinte veículos anfíbios pela artilharia japonesa, ao fim do dia uma cabeça de praia invasora já havia sido instalada. Nos dias seguintes as tropas americanas sofreram severos contra ataques japoneses, que penetravam nas linhas de defesa das praias e eram expulsas em seguida com grande perda de homens e equipamentos.
Apesar da dificuldade de estabelecer linhas apropriadas de suprimentos, devido à dificuldade de desembarque entre os recifes martelados pela artilharia nipônica, em 30 de julho as tropas invasoras conseguiram tomar o aeroporto de Orote.
Os contra ataques feitos à cabeça de praia invasora havia exaurido os japoneses que, sem mantimentos nem munição e com apenas uma pequena quantidade de tanques, tiveram que se retirar para o sul da ilha no começo de agosto, planejando estabelecer uma ilha de defesa na área. Mas com a reposição da linha de suprimentos e armamentos sendo impossibilitada pelo domínio americano do ar e do mar na região, após a batalha do Mar das Filipinas, só restava ao comando japonês tentar adiar a derrota por alguns dias.
A selva fechada e a chuva dificultaram o avanço pelo interior da ilha, mas após os combates no Monte Barigada entre 2 e 4 de agosto, a linha de defesa japonesa entrou em colapso, transformando o resto da batalha numa perseguição aos derrotados. Assim, como em outras batalhas do Pacífico, os japoneses se recusaram à rendição e muito poucos sobreviveram. Alguns deles se embrenharam nas selvas e continuaram lutando por meses em escaramuças contra patrulhas norte-americanas.
Em dezembro de 1945, quatro meses após a rendição, três soldados americanos em patrulha ainda foram mortos por sobreviventes japoneses vivendo nas matas. Em 24 de janeiro de 1972, o sargento Shoichi Yokoi foi descoberto por caçadores da região em um local remoto da ilha. Ele havia passado 27 anos vivendo sozinho numa caverna até ser encontrado, sem saber que a guerra havia terminado.

### Tinian
Esta batalha foi travada na menor das três principais ilhas do arquipélago das Marianas, entre tropas norte-americanas e japonesas, logo após a ocupação pelos invasores da ilha vizinha de Saipan, durante a semana de 24 de julho e 1 de agosto de 1944.

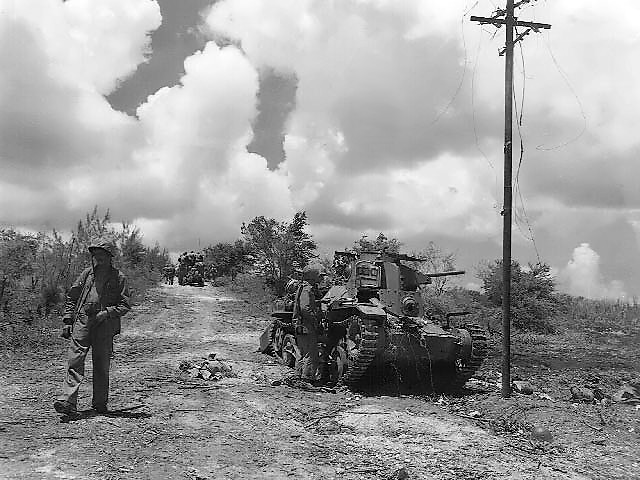
Marines combatendo em Tinian.

Duas divisões de marines desembarcaram no norte da ilha ao amanhecer de 24 de julho, apoiadas por bombardeio naval através do estreito de Saipan, localizada seis quilômetros ao sul, que lhes custou a perda um cruzador e um destróier, atingidos por baterias japonesas.
Os japoneses adotaram em Tinian a mesma estratégia de Saipan, escondendo-se durante o dia e atacando após o escurecer. As melhores condições do terreno permitiram aos atacantes um uso mais efetivo da força de tanques e baterias de artilharia do que o permitido no terreno montanhoso de Saipan, fazendo com que a luta durasse apenas nove dias.
Tinian viu pela primeira vez o uso de bombas de napalm na Guerra do Pacífico, usadas por caças-bombardeiros P-47 Thunderbolt, queimando totalmente instalações inimigas.
Centenas de soldados japoneses esconderam-se nas matas da ilha, atacando as tropas de ocupação ali acantonadas após a batalha, com táticas de guerrilha, até se renderem em setembro de 1945, no final do conflito. O último soldado japonês em Tinian, Murata Susumu, só foi capturado em 1953.[carece de fontes?]
Após a batalha, a ilha se tornou um importante ponto de operações para as operações no teatro do Pacífico, com a construção de alojamentos para 50 mil soldados; 1.500 engenheiros militares (os Seabees) transformaram o aeroporto de Tinian no mais movimentado da guerra, com seis pistas de 2,4 km de extensão para pouso e decolagem dos bombardeiros B-29 que bombardeariam as Filipinas e o Japão.

## Combates nas Ilhas Palau
- Batalha de Angaur
- Batalha de Peleliu